# 見沼代用水西縁
見沼代用水西縁（みぬまだいようすいにしべり）は、埼玉県上尾市・さいたま市・川口市を流れる灌漑農業用水および都市用水路である。

## 概要
見沼代用水西縁は埼玉県上尾市の瓦葺伏越付近にある西縁と東縁の分水点から、さいたま市を経て川口市の川口市大字小谷場元西福寺前分水口（芝分水口）までを流れる用水路である。途中、さいたま市大宮区大原で荒川連絡水道専用水路を、さいたま市大宮区北袋町で高沼用水路を、川口市柳崎で六ヶ村用水を、川口市芝西で戸田用水を分水する。また、さいたま市北区本郷町で芝川と、川口市芝で藤右衛門川といずれも伏越で立体交差する。流路は芝川が大宮台地を侵食した開析谷の縁に沿って頻繁に蛇行して流れている。また、八丁堤付近までは芝川が左岸側に平行して流れる。さいたま市見沼区東大宮付近の大宮台地を横断する区間は、開削が深く危険なため暗渠に改められ、その上部に東大宮親水公園が整備された。
分水口から下流は辻用水（本流）、新曽用水を参照。詳細については、見沼代用水の項目を参照。
分流
- 荒川連絡水道専用水路　- 水道用水として荒川へ送水
- 高沼用水路
- 六ヶ村用水
- 戸田用水
- 新曽用水

## 見沼代用水西縁が流れる地区
- 上尾市瓦葺
- さいたま市見沼区東大宮四丁目・三丁目・二丁目（この区間ほぼ暗渠）
- さいたま市見沼区砂町二丁目
- さいたま市北区本郷町
- さいたま市北区見沼三丁目・二丁目・一丁目
- さいたま市北区土呂町二丁目
- さいたま市大宮区寿能町二丁目
- さいたま市大宮区堀の内町三丁目・二丁目・一丁目
- さいたま市大宮区天沼町一丁目・二丁目
- さいたま市浦和区大原五丁目・四丁目・三丁目・二丁目・一丁目
- さいたま市大宮区大原七丁目・六丁目
- さいたま市大宮区北袋町二丁目
- さいたま市浦和区上木崎八丁目・七丁目
- さいたま市浦和区木崎三丁目・四丁目
- さいたま市浦和区三崎
- さいたま市緑区山崎一丁目
- さいたま市緑区三室
- さいたま市緑区大道
- さいたま市緑区新宿
- さいたま市緑区馬場一丁目・二丁目
- さいたま市緑区宮本一丁目・二丁目
- さいたま市緑区見沼
- さいたま市緑区芝原二丁目・三丁目
- さいたま市緑区大牧
- さいたま市緑区東浦和六丁目・五丁目・一丁目・二丁目
- さいたま市緑区蓮見新田
- さいたま市緑区大間木
- 川口市柳崎五丁目・四丁目・三丁目
- さいたま市南区大谷口
- さいたま市南区円正寺
- さいたま市南区太田窪
- 川口市伊刈
- 川口市芝
- 川口市芝西二丁目
- 川口市小谷場

## 見沼代用水西縁に架かる橋
※上流より
- 宿橋
- 荒神上橋
- 坂上橋（国道16号東大宮バイパス）
- 溜橋
- 森田前橋
- ○○橋
- 新田橋
- 宇佐美橋
- （この間、暗渠）
- 高台橋（埼玉県道5号さいたま菖蒲線〈第二産業道路〉）
- （この間、暗渠。暗渠上に東大宮親水公園）
- 築越橋
- 砂伏越（芝川が潜る）
- 上坂口橋
- ○○橋
- 馬橋
- 本郷橋
- 丸平橋
- 宇都宮線
- 土呂橋
- 亀吉橋
- 小島橋
- 神明橋（神明橋通り）
- 筆吉橋
- 川島橋（市民の森通り）
- 喜の助橋
- 薄田橋
- 東武野田線
- 御岳橋
- 寿能上橋（大和田公園通り）
- 潮田橋
- 出丸橋
- ○○橋
- ○○橋
- 鹿島橋（埼玉県道2号さいたま春日部線）
- 白山橋
- 堀の内橋（埼玉県道214号新方須賀さいたま線）
- ○○橋
- 稲荷橋
- 富士見橋
- 敷島橋
- 大和橋
- 朝日上橋
- 朝日橋
- 桜橋
- 境橋
- 新北袋橋・北袋橋（首都高速埼玉新都心線の側道）
- 周次郎橋
- 大原中橋
- 市川橋
- 西高橋
- 正樹院橋
- 木崎橋
- 足袋屋橋
- 山崎橋
- 新大道橋（埼玉県道1号さいたま川口線）
- 山中橋（埼玉県道65号さいたま幸手線）
- 忠兵衛橋
- ふるさと橋

- 大古里橋
- 北宿橋
- 米原橋
- 清水橋
- 馬場橋
- 船渡橋
- 北浦橋
- 敬助橋
- 延助橋
- 宮本一の橋（一の橋通）
- 宮本二の橋
- 氷川下橋
- 氷川女体橋
- 宮本三の橋（三の橋通）
- 神明橋
- 神明新橋
- 助右衛門橋

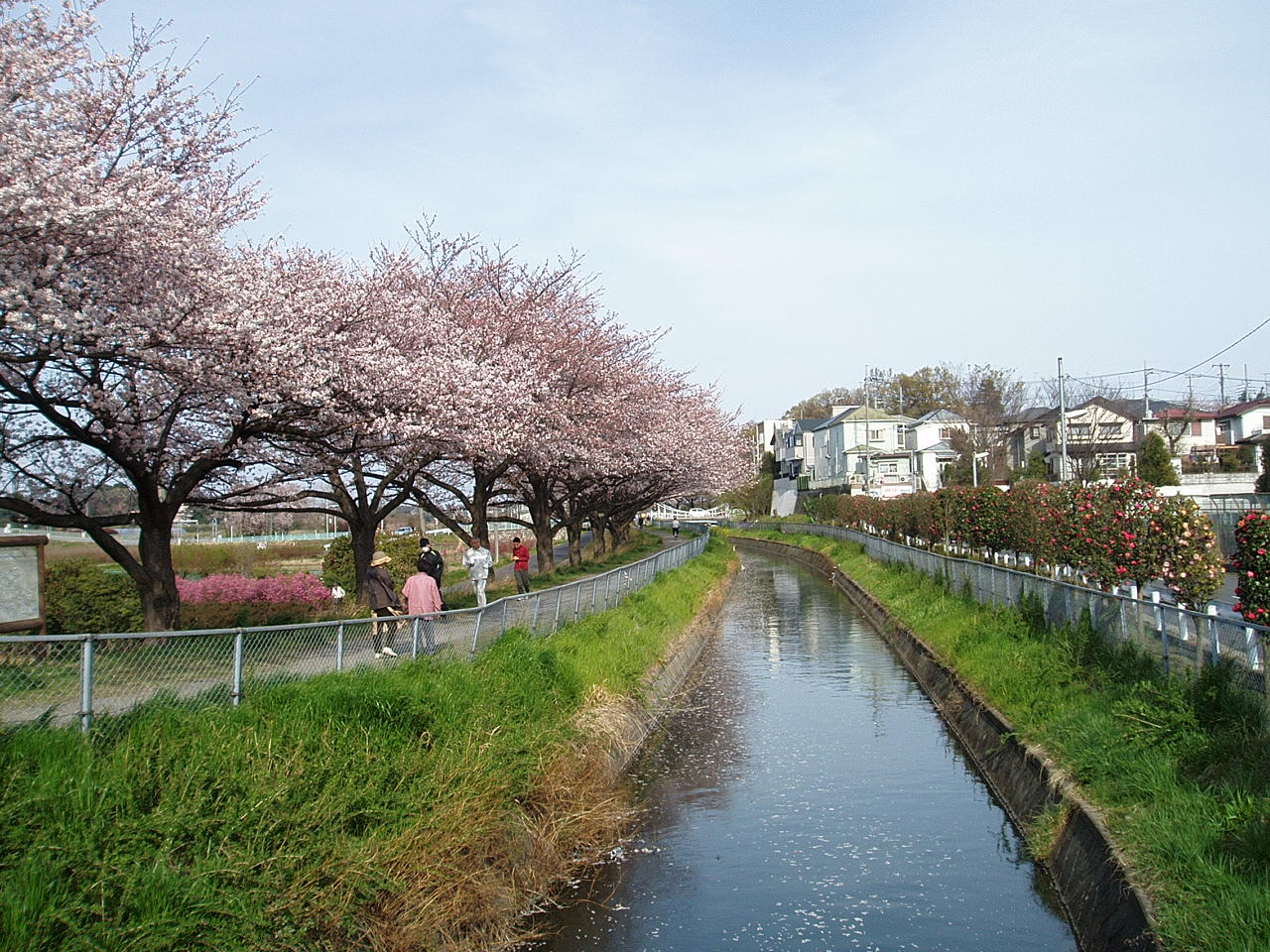
さいたま市緑区三室付近（大古里橋―北宿橋間）

- 新見沼大橋（国道463号越谷浦和バイパス）
- 高間ヶ原橋
- 大牧橋
- 浅間橋（国道463号）
- 女体下橋
- 大牧学校橋
- 大六天橋
- 源七橋
- 武蔵野線
- 油屋橋
- ○○橋
- 附島橋（埼玉県道103号吉場安行東京線）
- ○○橋
- 吉場橋
- 柳崎橋
- 後町橋
- 宮下橋（埼玉県道235号大間木蕨線）
- ○○橋
- 堂山橋
- ○○橋
- 橋戸橋（埼玉県道1号さいたま川口線･支線）
- 新橋戸橋（埼玉県道1号さいたま川口線･本線）
- 明花橋
- 見沼桜橋
- 円正寺小橋
- 円正寺橋
- 坂下橋（埼玉県道34号さいたま草加線）

| 西縁末端部（戸井の橋付近） |  | 元西福寺前分水口 |
| 西縁末端部（戸井の橋付近） |  | 元西福寺前分水口 |

- ○○橋
- 新道橋（東京外環自動車道・国道298号・埼玉県道35号川口上尾線）
- 原ノ下橋
- ○○橋（東京外環自動車道・国道298号）
- みつや橋
- 戸井の橋（とゐのはし）
- 元西福寺前分水口

- これより下流は辻用水の辻用水に架かる橋の項参照 -